# Boquiapa
Boquiapa är en ort i Mexiko.   Den ligger i kommunen Jalpa de Méndez och delstaten Tabasco, i den sydöstra delen av landet, 600 km öster om huvudstaden Mexico City. Boquiapa ligger 15 meter över havet och antalet invånare är 1 156.
Terrängen runt Boquiapa är mycket platt. Runt Boquiapa är det ganska tätbefolkat, med 166 invånare per kvadratkilometer. Närmaste större samhälle är Comalcalco, 14,5 km nordväst om Boquiapa. Trakten runt Boquiapa består till största delen av jordbruksmark.